# Santa Croce di Magliano
Santa Croce di Magliano község (comune) Olaszország Molise régiójában, Campobasso megyében.

## Fekvése
A megye nyugati részén fekszik. Határai: Bonefro, Castelnuovo della Daunia, Montelongo, Rotello, San Giuliano di Puglia és Torremaggiore. A területét a Fortore és Tona folyók határolják.

## Története
Első említése 1266-ból származik, amikor a közeli Sant’Eustachio in Pantasia kolostor tulajdona volt a vidék. A későbbiekben nemesi családok birtokolták. A 19. században nyerte el önállóságát, amikor a Nápolyi Királyságban felszámolták a feudalizmust.

## Népessége
A népesség számának alakulása:

## Főbb látnivalói
- Sant’Antonio-templom
- Görög-templom
- San Giacomo-templom